# Ylvis
Ylvis ist ein norwegisches Komiker- und Entertainerduo, das aus den Brüdern Vegard (* 19. Mai 1979) und Bård (* 21. März 1982) Ylvisåker besteht. Es wurde 2013 mit einem viralen Video namens The Fox auf der Website YouTube international bekannt.

## Karriere
Das Brüderpaar aus Bergen hatte 2000 seine ersten Erfolge als Bühnenunterhalter in der Heimatstadt mit dem Programm Ylvis – en kabaret. Weitere Shows folgten, die sie landesweit bekannt machten und auch zu Fernsehauftritten führten. 2006 moderierten sie erstmals eine Radiosendung bei NRK P3. Im Jahr darauf produzierten sie die TV-Show Norges herligste, in der sie im ganzen Land den „großartigsten Norweger“ suchten. 2010 wurde die Suche in Nordens herligste auf ganz Skandinavien ausgedehnt. Es folgten Unterhaltungsshows wie Ylvis møter veggen und Hvem kan slå Ylvis? (Wer kann Ylvis schlagen?), das ein ähnliches Konzept hat wie Schlag den Raab.
Von 2011 bis 2016 hatten die Ylvisåkers eine wöchentliche Late-Night-Show bei TVNorge mit dem Titel I kveld med Ylvis (Heute Abend mit Ylvis). Die zweistündigen Sendungen waren eine Mischung aus Talk und Comedy. 2012 wurden sie dafür mit dem norwegischen Comedy Award für die beste Darbietung TV/Film ausgezeichnet.
Für ihre Show produzierte das Duo auch Videos als Einspieler oder Teaser. Mehrere Liedparodien, zum Beispiel über Stonehenge oder Jan Egeland veröffentlichten sie auch über YouTube und erreichten damit achtstellige Zugriffszahlen. Nachdem sie für ein Mitglied des international erfolgreichen norwegischen Produzententeams Stargate ein Geburtstagsvideo gedreht hatten, revanchierten sich Stargate mit der Produktion eines Ylvis-Musikvideos. Es war als Werbevideo für die im September 2013 beginnende dritte Staffel ihrer Talkshow gedacht und trägt den Titel The Fox. In dem Lied geht es darum, dass es die verschiedensten Tierlaute gibt, aber es nicht bekannt sei, welche Laute der Fuchs macht („What does the fox say?“ – „Wie macht der Fuchs?“). Sofort nach Veröffentlichung am 3. September wurde das Video zu einem viralen Hit und wurde innerhalb von 10 Tagen über 25 Millionen Mal und innerhalb der ersten 6 Monate über 400 Millionen Mal aufgerufen. In den Streaming-Charts der USA stieg The Fox auf Platz 3 ein und erreichte Platz 29 der offiziellen Charts, noch bevor das Lied offiziell als Single veröffentlicht wurde. Später stieg es bis in die Top 10 der US-Charts. In ihrer Heimat stieg das Lied auf Platz 7 ein und erreichte eine Woche später Platz 1. Auch in zahlreichen weiteren Ländern stieg The Fox in die Charts ein. Im Mai 2021 hatte der Clip auf YouTube bereits über 1 Milliarde Aufrufe erreicht.

## TV-Sendungen
- Norges herligste (2007–2008)
- Ylvis møter veggen (2008)
- Hvem kan slå Ylvis? (2009)
- Nordens herligste (2010)
- I kveld med Ylvis (2011–2016)
- Ylvis i Sogn (2022)

## Diskografie
Alben
- Volume 1 (2014)
- Stories from Norway: Northug (2018)

Videos/Singles
- Work It (3. Oktober 2011)
- Stonehenge (2. November 2011)
- Someone Like Me (12. September 2012)
- Jan Egeland (30. September 2012)
- Janym (Жаным) (21. Oktober 2012)
- Pressure (8. November 2012)
- The Fox (3. September 2013)
- The Cabin (19. September 2013)
- Massachusetts (22. Oktober 2013)
- Trucker’s Hitch (16. September 2014)
- Mr. Toot (30. September 2014)
- I Will Never Be a Star (feat. Bjarte Ylvisåker, 14. Oktober 2014)
- Yoghurt (28. Oktober 2014)
- Intolerant (18. November 2014)
- A Capella (5. Januar 2016) (Parodie auf Pentatonix)
- Old Friends (19. Januar 2016)
- Engine for Gabriel (1. März 2016)
- Language of Love (15. März 2016)
- Skaol Skadle (6. Oktober 2022)
- Firkantfar (13. Oktober 2022)
- Lunken Mat (20. Oktober 2022)
- Ferjao (3. November 2022)
- Helikopter (10. November 2022)
- Old McAdeere (17. November 2022)
- Nach (24. November 2022)
- Stao No Pao (1. Dezember 2022)

## Auszeichnungen für Musikverkäufe
| Goldene Schallplatte - Dänemark - 2013: für das Streaming The Fox Platin-Schallplatte - Australien - 2013: für die Single The Fox - Neuseeland - 2014: für die Single The Fox | 2× Platin-Schallplatte - Kanada - 2022: für die Single The Fox |

Anmerkung: Auszeichnungen in Ländern aus den Charttabellen bzw. Chartboxen sind in ebendiesen zu finden.
| Land/RegionAuszeichnungen für Musikverkäufe (Land/Region, Auszeichnungen, Verkäufe, Quellen) | Silber  | Gold     | Platin       | Verkäufe | Quellen          |
| -------------------------------------------------------------------------------------------- | ------- | -------- | ------------ | -------- | ---------------- |
| Australien (ARIA)                                                                            | —       | —        | Platin1      | 70.000   | aria.com.au      |
| Dänemark (IFPI)                                                                              | —       | Gold1    | —            | —        | ifpi.dk          |
| Kanada (MC)                                                                                  | —       | —        | 2× Platin2   | 160.000  | musiccanada.com  |
| Neuseeland (RMNZ)                                                                            | —       | —        | Platin1      | 15.000   | radioscope.co.nz |
| Norwegen (IFPI)                                                                              | —       | —        | 12× Platin12 | 120.000  | ifpi.no          |
| Vereinigte Staaten (RIAA)                                                                    | —       | Gold1    | —            | 500.000  | riaa.com         |
| Vereinigtes Königreich (BPI)                                                                 | Silber1 | —        | —            | 200.000  | bpi.co.uk        |
| Insgesamt                                                                                    | Silber1 | 2× Gold2 | 16× Platin16 |          |                  |